# Charles Armand René de La Trémoille
Charles Armand René de La Trémoille (Parigi, 14 gennaio 1708 – Parigi, 23 maggio 1741) VI duc de Thouars, era il figlio di Charles Louis Bretagne de La Trémoille e di sua moglie, Marie Madeleine Motier de la Fayette.

## Biografia
La Trémoille nacque a Parigi ed era presidente della Bretagna. Entrò nell'esercito in giovane età e diventò un colonnello del reggimento Champagne all'età di diciotto anni. Successivamente, diventò governatore dell'Île-de-France. Fu impiegato in Italia durante la guerra di successione polacca nelle battaglie di Colorno, in quella di Parma, ma si distinse nella battaglia di Guastalla, e fu nominato poco dopo sergente degli eserciti del re. La Trémoille fu autore di alcune opere e fu eletto membro dell'Académie française il 13 febbraio 1738.
Il 29 gennaio 1725 sposò sua cugina Marie Hortense de La Tour d'Auvergne, figlia di Marie Armande de La Trémoille (1677–1717) ed Emmanuel Théodose de La Tour d'Auvergne, duca di Bouillon (1668–1730).
Marie Hortense, come suo marito era una nipote di Charles Belgique Hollande de La Trémoille. Da questa unione nacquero un maschio Jean Bretagne Charles de La Trémoille che raggiunse l'età adulta ed una femmina che morì nell'infanzia.

## Discendenza
- Jean Bretagne Charles de La Trémoille (4 febbraio 1737 - 15 maggio 1792) sposò Marie Geneviève de Durfort, senza figli. Sposò la Principessa Marie Maximilienne Louise di Salm-Kyrburg ed ebbe figli.
- X de La Trémoille (5 marzo 1740 – marzo 1744) femmina che morì nell'infanzia.

## Ascendenza
|                                              |                                   |                                         | Genitori                                  |  |  | Nonni |  |  | Bisnonni                         |  |  | Trisnonni                 |  |
|                                              |                                   |                                         |                                           |  |  |       |  |  | 8. Henri Charles de La Trémoille |  |  | 16. Henri de La Trémoille |  |
|                                              |                                   |                                         |                                           |  |  |       |  |  | 8. Henri Charles de La Trémoille |  |  | 16. Henri de La Trémoille |  |
|                                              |                                   | 17. Marie de La Tour d'Auvergne         |                                           |  |  |       |  |  | 8. Henri Charles de La Trémoille |  |  |                           |  |
| 4. Charles Belgique Hollande de La Trémoille |                                   |                                         |                                           |  |  |       |  |  | 8. Henri Charles de La Trémoille |  |  |                           |  |
|                                              |                                   | 9. Emilie von Hessen-Kassel             | 18. Wilhelm V von Hessen-Kassel           |  |  |       |  |  |                                  |  |  |                           |  |
|                                              |                                   | 9. Emilie von Hessen-Kassel             | 18. Wilhelm V von Hessen-Kassel           |  |  |       |  |  |                                  |  |  |                           |  |
|                                              |                                   | 9. Emilie von Hessen-Kassel             | 19. Amalie Elisabeth von Hanau-Münzenberg |  |  |       |  |  |                                  |  |  |                           |  |
| 2. Charles Louis Bretagne de La Trémoille    |                                   | 9. Emilie von Hessen-Kassel             |                                           |  |  |       |  |  |                                  |  |  |                           |  |
|                                              |                                   | 10. Charles III de Créquy               | 20. Charles II de Créquy                  |  |  |       |  |  |                                  |  |  |                           |  |
|                                              |                                   | 10. Charles III de Créquy               | 20. Charles II de Créquy                  |  |  |       |  |  |                                  |  |  |                           |  |
|                                              |                                   | 10. Charles III de Créquy               | 21. Anne de Grimoard de Beauvoir          |  |  |       |  |  |                                  |  |  |                           |  |
| 5. Madeleine Marguerite de Créquy            |                                   | 10. Charles III de Créquy               |                                           |  |  |       |  |  |                                  |  |  |                           |  |
|                                              |                                   | 11. Anne-Armande de Saint-Gelais        | 22. Gilles de Saint-Gelais                |  |  |       |  |  |                                  |  |  |                           |  |
|                                              |                                   | 11. Anne-Armande de Saint-Gelais        | 22. Gilles de Saint-Gelais                |  |  |       |  |  |                                  |  |  |                           |  |
|                                              |                                   | 11. Anne-Armande de Saint-Gelais        | 23. Marie de La Vallée-Fossez             |  |  |       |  |  |                                  |  |  |                           |  |
| 1. Charles Armand René de La Trémoille       |                                   | 11. Anne-Armande de Saint-Gelais        |                                           |  |  |       |  |  |                                  |  |  |                           |  |
|                                              | 12. Francois Motier de La Fayette | 24. Jean III Motier de La Fayette       |                                           |  |  |       |  |  |                                  |  |  |                           |  |
|                                              | 12. Francois Motier de La Fayette | 24. Jean III Motier de La Fayette       |                                           |  |  |       |  |  |                                  |  |  |                           |  |
|                                              | 12. Francois Motier de La Fayette | 25. Marguerite de Busset                |                                           |  |  |       |  |  |                                  |  |  |                           |  |
| 6. René Armand Motier de La Fayette          | 12. Francois Motier de La Fayette |                                         |                                           |  |  |       |  |  |                                  |  |  |                           |  |
|                                              |                                   | 13. Marie Madeleine Pioche De La Vergne | 26. Marc Pioche de La Vergne              |  |  |       |  |  |                                  |  |  |                           |  |
|                                              |                                   | 13. Marie Madeleine Pioche De La Vergne | 26. Marc Pioche de La Vergne              |  |  |       |  |  |                                  |  |  |                           |  |
|                                              |                                   | 13. Marie Madeleine Pioche De La Vergne | 27. Isabelle Pena                         |  |  |       |  |  |                                  |  |  |                           |  |
| 3. Marie Madeleine Motier de la Fayette      |                                   | 13. Marie Madeleine Pioche De La Vergne |                                           |  |  |       |  |  |                                  |  |  |                           |  |
|                                              |                                   | 14. René II de Marillac                 | 28. Michel de Marillac                    |  |  |       |  |  |                                  |  |  |                           |  |
|                                              |                                   | 14. René II de Marillac                 | 28. Michel de Marillac                    |  |  |       |  |  |                                  |  |  |                           |  |
|                                              |                                   | 14. René II de Marillac                 | 29. Jeanne de Pottier                     |  |  |       |  |  |                                  |  |  |                           |  |
| 7. Jeanne Marie Madeleine de Marillac        |                                   | 14. René II de Marillac                 |                                           |  |  |       |  |  |                                  |  |  |                           |  |
|                                              |                                   | 15. Marguerite Marie Bochart de Saron   | 30. François Bochart de Saron             |  |  |       |  |  |                                  |  |  |                           |  |
|                                              |                                   | 15. Marguerite Marie Bochart de Saron   | 30. François Bochart de Saron             |  |  |       |  |  |                                  |  |  |                           |  |
|                                              |                                   | 15. Marguerite Marie Bochart de Saron   | 31. Marie Madeleine L'Uillier             |  |  |       |  |  |                                  |  |  |                           |  |
|                                              |                                   | 15. Marguerite Marie Bochart de Saron   |                                           |  |  |       |  |  |                                  |  |  |                           |  |